# Farensbach (herb szlachecki)
Farensbach (Fedorowski, Feleński, Feliński, Felker, Ferensbach, Teodorowski) – polski herb szlachecki.